# 국립암센터국제암대학원대학교
국립암센터국제암대학원대학교(國立癌센터國際癌大學院大學校, National Cancer Center Graduate School of Cancer Science and Policy)는 대한민국 고양시 일산동구에 있는 국립암센터 산하의 대학원대학이다. 현재 석사 및 박사 과정을 운영하고 있다.

## 개요
국립암센터(國立癌센터, 영어: National Cancer Center,NCC)는 대한민국의 암 연구·진료 전문 기관이며 연구소, 부속병원, 국가암관리사업본부, 국립암센터국제암대학원대학교로 구성되어 있다.

## 역사
연혁
- 2000. 국립암센터법 공포
- 2000. 국립암센터 법인 설립
- 2001. 국립암센터 개원
- 2014. 국제암대학원대학교 개교
- 2017. 국립암센터국제암대학원대학교 박사과정 설치/전문대학원 확대
- 2019. 국립암센터국제암대학원대학교 산학협력단 설립
- 2019. 국립암센터국제암대학원대학교 국제암연구소 암등록 썸머스쿨 개최
- 2020. 국립암센터국제암대학원대학교 첫 박사 배출
- 2021. 국립암센터국제암대학원대학교 신남방 국가에 종양 간호 맞춤형 석사과정 운영

설립근거
암관리법[시행 2011. 6. 1] [법률 제10333호, 2010. 5. 31 전부개정] 제29조 제2항
설립배경
세계보건기구(WHO)의 세계 암 보고서(World Cancer Report)에 의하면 암은 21세기 인류의 가장 중요한 건강 이슈가 되었다. 특히 아시아·태평양 지역은 서구사회에 비해 인구 증가속도가 빠르고 고령인구 크기 때문에 아시아 국가의 암발생 및 암사망 비중은 더욱 커질 것으로 예상된다. 따라서, 암 부담과 문제를 선험하고, 잘 이해하여 노하우를 축적한 암관리 및 암연구 전문가의 필요성이 대두되었다.

## 소개
경쟁력있는 암 전문가 배출
- 국립암센터국제암대학원대학교는 글로벌 암관리 및 연구 전문 인력 양성을 위해 석사 및 박사과정으로 이루어진 전문대학원으로 2014년 개교한 이래 총 140명의 졸업생(석사 132명, 박사 8명)을 배출했다.

세계 각국의 글로벌 인재 유치
- 현재 국립암센터국제암대학원대학교 재학생의 50% 정도가 아시아/아프리카 등 외국학생으로 모든 강의를 영어로 진행하고 있으며, 외국학생을 포함한 석·박사과정 학생 전원 대상으로 등록금과 생활비용을 지원하고 있다. 특히, 아시아/아프리카 등 개발국의 외국학생은 졸업 후 정부기관, 보건의료기관, 연구소 및 대학 등에 취업해 자국의 암관리 및 연구활동에 기여하고 있다. 2021년 4월 기준 입학정원은 연간 석사 20명 및 박사 7명으로 재학생 73명 중 아시아 9개국(베트남, 라오스, 인도, 몽골, 방글라데시, 중국, 싱가폴, 필리핀, 이란), 아프리카 1개국(우간다) 등으로 외국인이 35명(48%)을 차지하고 있다.

‘미네소타 프로젝트’에서 ‘국립암센터 프로젝트’로 
- 1955년부터 7년 동안 한국 원조계획의 일환으로 미네소타 주립대에 서울대 교수진을 보내 무상으로 의학 등 선진학문 및 기술을 전수한 교육원조, 일명 ‘미네소타 프로젝트’와 마찬가지로 이제는 우리나라가 아시아/아프리카 개발국에 암전문인력을 양성하는 ‘국립암센터 프로젝트’를 	국립암센터국제암대학원대학교에서 수행하고 있다.

## 교육목표 및 전략
특정 및 경쟁력
· 암 전문인력 양성을 위한 특화된 교과과정
· 기존 대학에서 찾아볼 수 없는 암 중심의 교육과정
· 다학제적 커리큘럼 교육

국제적 전문인력 양성
· 전 과정, 전 과목 100% 영어 강의
· 외국인 학생 비율 50% 이상 유지
국립암센터와 연계한 이론·실무의 통합 교육
· 암 연구·진료·국가암관리사업 기능을 가진 국립암센터를 활용한 이론·현장실습·실무 및 기초·임상적 적용의 통합교육 가능

## 조직
총장(서홍관)
대학원장(명승권)
부대학원장(김정선)
학과
· 암관리학과 학과장(기모란)
· 암의생명과학과 학과장(이호)
· 암AI디지털헬스학과 학과장(김선영)
교무행정처
· 처장
교무학사팀
· 팀장
글로벌교육협력센터
· 센터장(오진경)

## 역대총장
| 대수   | 성명   | 재임기간          |
| ------ | ------ | ----------------- |
| 초대   | 이진수 | 2013.09.~2014.06. |
| 제 2대 | 이강현 | 2014.07.~2017.07. |
| 제 3대 | 이은숙 | 2017.07.~2020.11. |
| 제 4대 | 서홍관 | 2021.01.~ 현재    |

*국립암센터 원장 겸임

## 역대 대학원장
| 대수   | 성명   | 재임기간          |
| ------ | ------ | ----------------- |
| 초대   | 김인후 | 2013.09.~2017.02. |
| 제 2대 | 박종배 | 2017.02.~2021.01. |
| 제 3대 | 명승권 | 2021.01.~ 현재    |

## 전공
국립암센터국제암대학원대학교는 현재 다음과 같은 과정을 운영하고 있다.
· 암관리학과 (Department of Cancer Control and Population Health)
· 암의생명과학과 (Department of Cancer Biomedical Science)
· 암AI디지털헬스학과(Department of Cancer AI & Digital Health)
암관리학과
교육과정 구성의 특성
암관리학과의 교육과정은 국가암관리사업을 수행하기 위한 전문인력 양성을 목표로 암 예방 및 관리, 암 역학 및 영양학, 암 통계학 분야를 아우르는 관련 학문 분야 간 학제적 통합을 특징으로 함.
· 암 예방 및 관리
암관리사업을 기획·수행·평가하는데 요구되는 지식과 기술을 습득하고 이를 실습활동을 통하여 암관리사업 전문 인력으로서의 능력 함양
· 암 역학 및 영양학
암의 발생 및 사망 등 암의 역학적 특성을 파악하고 암의 발생기전에서 식이의 역할과 암환자의 영양관리 등 암과 관련된 영양역학에 대한 지식 습득
· 암 통계학
암 관리 및 연구에 필요한 다양한 형태의 자료를 이해하고 분석하고 해석하는 능력을 습득함으로써 암관리사업분야에서 필요한 자료 생성 및 암 연구 분야에 필요한 방법론과 통계적 기법 제기
암의생명과학과
교육과정 구성의 특성
암의생명과학과의 교육과정은 통합적 암연구 전문인력 양성을 목표로 종양생물학, 암과학, 기초생물학, 의과학 및 암분자역학 분야를 아우르는 학문 분야간 다학제적 통합을 특징으로 하고 있음. 또한 연구-진료-암관리사업의 협력 구조로 되어 있는 국립암센터의 특성을 활용하여 기초연구, 임상적용, 국가단위 암관리 정책과 사업이 연계되는 통합적 교육 현장을 마련함.
전공 선택을 암 기초 연구, 통합적 중개연구, 치료 연구, 역학적 연구로 구분하여 편성함.
· 암 기초 연구: 최신 암연구에 필요한 기반지식 교육
· 통합적 중개 연구:오믹스(Omics) 및 시스템생물학에 대한 교육
· 치료 연구: 유전자 치료, 면역치료, 나노의학 등 신 치료방법을 소개하고 그 기반이 되는 지식을 심화 교육
· 역학적 연구: 암 역학 및 역학기반의 영양학, 유전학에 대한 교육

암AI디지털헬스학과
교육과정 구성 및 운영 지향점
· 암 빅데이터에 데이터과학과 인공지능 기술을 접목할 수 있는 교육과정 개발
· 실무역량 제고를 위한 실습 인프라 구축과 체계적인 실습 교육과정 개발
· 국립암센터 내 부서조직과의 교류 활성화로 효율적 일자리 연결
기본 교육과정
· 기본적인 보건의학 통계, 임상시험, 인구기반 보건역학 연구, 빅데이터 분석, 인공지능, 의료정보학 등 다양한 연구와 응용분야에 노출을 통한 데이터 핸들링 및 분석 능력과 유연한 소통 능력을 함양함
· 고급 보건의학 통계기법, 연구설계 및 방법론, 빅데이터 분석, 인공지능, 인포메틱스 등을 교육함
응용 실습과정
· 영상, EMR, 유전체, 생체신호, 자연어 등 빅데이터 구축 및 가공을 실습하고, 인공지능 연구 개발 수행
· 의료현장의 문제를 해결하기 위하여 의료 인공지능을 개발하고, 개발된 AI의 현장 실증 수행

## 입학
등록금
· 1학기 450만원
· 수료후 등록 25만5천원

모집 시기
· 전기(3월 입학): 전년도 9월 경에 모집공고하여 전형 실시
· 후기(9월 입학): 매년 3월 경에 모집공고하여 전형 실시

지원 및 전형 절차
· 온라인원서접수(http://admissions.ncc-gcsp.ac.kr/ 보관됨 2022-08-17 - 웨이백 머신) 및 서류제출
· 서류심사
· 면접심사(영어로 진행)

모집학과 및 인원
| 학과               | 모집인원(연간,명) | 모집인원(연간,명) |
| ------------------ | ----------------- | ----------------- |
| 구분               | 석사              | 박사              |
| 암관리학과         | 20                | 7                 |
| 암의생명과학과     | 20                | 7                 |
| 암AI디지털헬스학과 | 20                | 7                 |

지원자격
· 국내외 4년제 대학에서 학사 및 석사 학위를 취득한 자 또는 취득 예정자
· 법령에 의하여 위와 동등 이상의 학력이 있다고 인정을 받은 자
· 출신 학과/전공 불문
· 공인영어성적 제출

## 장학금
등록금 지원
· 신입생 특별장학금 : 신입생에게 첫 학기 등록금 전액 지원(학∙연∙산 현동과정 입학생 제외)
· 성적우수장학금: 전(前) 학기 성적우수자에 대하여 등록금 면제 (전액 또는 일부)
· 국제협력증진장학금: 국제협력증진에 공헌할 수 있으며, 발전가능성이 있는 외국인 학생에게 지급
· 외부장학금: 기탁자의 기탁조건에 따라 지급
(2022년 8월 기준 등록학생의 80% 이상이 등록금 지원 장학금을 수혜)

학업 및 생활비 지원
근로장학금 지원
· Research Assistantship (RA) : 재학생 중 교원의 연구과제에 참여하여 연구 활동 경우 지급
· Academic Assistantship (AA) : 재학생 중 수업조교 등으로 근무하는 경우 지급
국제협력교육 연수 지원금: 국제협력교육 암 연수생 지원 프로그램에 지원하여 선정된 경우 지원
국제지원기구 지원금: 국가 또는 기관 협약을 통해 국제지원기구(KOFIH 등) 지원자로 선정된 경우 지원

## 학생 지원 프로그램
∙ 국제암연수생 지원: 글로벌 암 연구 및 암관리사업 분야의 연수 지원
∙ 해외학회 지원: 해외학회에 참석하여 제1저자로 구두 또는 포스터를 발표할 계획이 있는 학생의 해외학회 참여 경비 지원
∙ 국제교육 지원: 국제기구 및 암전문기관에서 제공하는 교육프로그램 및 단기 연수프로그램 참여 지원
∙ 한국어교육: 외국인 학생의 한국어 능력 향상을 위해 방학 중 실시
∙ 세미나: 암 연구의 신경향을 습득하고 연구 교류 활성화를 위해 다양한 세미나 개최

## 학교 현황(2022년 기준)
교사, 교지 보유면적
· 교사: 4,487.50㎡
· 교지: 3,862.22㎡

전임 및 겸임교원 현황
· 전임교원 18명
· 겸임교원 72명
· 명예교수 5명
· 객원교수 39명
· 연구교원 3명
· 산학협력교원 11명

학생 현황
· 총 65명
· 석사 39명
· 박사 26명
· 내국인 37명/ 외국인 28명(외국인 비율 43%)
· 졸업생: 165명

## 학교시설 및 환경
캠퍼스
· 국가암예방검진동
| 층   | 위치                                                      |
| ---- | --------------------------------------------------------- |
| 12층 | 컨퍼런스룸, 그룹스터디룸                                  |
| 10층 | 교무학사팀, 강의실, 교수 연구실, 원우회의실, 그룹스터디룸 |
| 9층  | PC랩실, 교수연구실                                        |
| 8층  | 대강의실, 세미나실                                        |

· 연구동
| 층  | 위치                    |
| 1층 | 대강의실, 연구용 실험실 |
| --- | ----------------------- |

· 편의시설
| 시설   | 위치                       | 시설       | 위치       |
| ------ | -------------------------- | ---------- | ---------- |
| 식당   | 병원동 지하1층, 행정동 1층 | 커피숍     | 병원동 1층 |
| 편의점 | 병원동 지하1층             | 은행       | 검진동 1층 |
| 우체국 | 검진동 1층                 | 체력단련실 | 행정동 2층 |

기숙사
· 기숙사 3개관 운영중 (여학생 2개관, 남학생 1개관 운영)